# Odontograma
Odontograma é um formulário utilizado nos atendimentos odontológicos onde é descrita a situação em que se encontra cada elemento dentário. Neste odontograma há o desenho ou um esquema de cada dente da arcada dentária do indivíduo. É a partir do odontograma que se elaborará o plano de tratamento indicado ao paciente.
São utilizados códigos para descrever qualquer alteração. Por exemplo: "0" para dente hígido, "1" para cariado, "2" para restaurado e assim sucessivamente.